# Pyrrhussejr
Pyrrhussejr er et udtryk for en dyrekøbt sejr. En sejr, der påfører vinderen så store tab, at den svarer til et nederlag. En sådan sejr er i virkeligheden et nederlag i forklædning, da den undergraver fremtidige succeser.
Udtrykket stammer oprindeligt fra et citat, som er blevet tilskrevet kong Pyrrhos af Epiros. Under den Pyrrhiske Krig vandt Pyrrhos over romerne ved Heraclea i 280 f.Kr. og Asculum i år 279 f.Kr. Men disse sejre kostede ham størstedelen af hans hær, mens romerne let kunne erstattet deres tab med nye rekrutter. Dette fik Pyrrhos til at konstatere – efter den anden sejr ved Asculum – at: "endnu en sådan sejr ville fuldstændig ødelægge ham".
Udtrykket anvendes oftest i forbindelse med militære slag, men bruges også i andre henseender såsom indenfor forretningsverdenen, i politik, i jura eller indenfor sport. Eksempelvis kan en "pyrrhussejr" i en fodboldkamp referere til en situation, hvor ét hold vinder kampen, men samtidig mister flere af deres nøglespillere på grund af skader.

## Eksempler

### Militære slag
- Slaget ved Asculum (279 f.Kr.),[3] slag mellem Pyrrhos af Epiros og italienske allierede mod den Romerske Republik: til trods for at romerne led dobbelt så mange tab, kunne de nemt genopbygge deres hær. Pyrrhos mistede de fleste af sine befalingsmænd og en stor del af de styrker, han havde bragt til Italien.
- Slaget ved Chancellorsville (1863),[4] under den Amerikansk borgerkrig: General Robert E. Lee splittede sin hær over for Joseph Hookers større hær; den dristige strategi tillod den konfødererede hær at vinde slaget mod en numerisk overlegen fjende. Imidlertid blev 20% af Lees hær såret eller dræbt, inklusive general Stonewall Jackson. Lees svækkede hær gik efterfølgende i offensiven, men mindre end to måneder senere blev han besejret og tvunget til at trække sig tilbage efter Slaget ved Gettysburg.